# エディトリアルデザイン
エディトリアルデザイン（英語: editorial design）とは新聞・雑誌・書籍などの出版物のデザイン。読み手の視線、意図を考えて視覚的に効果的な図や写真等を整理・配列・編集あるいは計画すること。紙面構成。
アメリカにおける大学生用のテキスト等はエディトリアルデザイナーが制作し、レイアウトしており、カラフルで解かりやすいものにしている。